# Nuova Sicilia
Nuova Sicilia è stato un partito politico regionale siciliano, fondato in gran parte da ex-esponenti del Partito Socialista Italiano e del Partito Siciliano d'Azione che basava la sua lotta politica principalmente sull'attuazione integrale dello statuto siciliano, e sul riscatto economico, sociale, culturale e politico della Sicilia e la tutela delle tradizioni popolari della regione.

## Storia

### Elezioni politiche del 2001
Alle elezioni politiche del 2001 Nuova Sicilia si alleò alla coalizione di centrodestra, eleggendo un deputato, Nicolò Nicolosi. Alle regionali dello stesso anno ottenne 5 deputati all'Assemblea regionale siciliana. Nicolosi, però, nel 2005 lasciò il partito per fondarne un altro, Patto per la Sicilia.

### Elezioni politiche del 2006
Alle elezioni politiche del 2006 Nuova Sicilia si alleò con la Casa delle Libertà, presentando le sue liste nella sola circoscrizione Sicilia per il Senato. Al contempo, in Sicilia il partito strinse un accordo con il Nuovo Psi: in cambio di un appoggio alle proprie liste al Senato, il partito di Bartolo Pellegrino si impegnò a sostenere i socialisti alla Camera dei deputati.
Al Senato, Nuova Sicilia ottenne l'1,3% dei consensi, e dunque non superò la soglia di sbarramento, non aggiudicandosi alcun seggio.
Alle successive elezioni regionali siciliane, ancora nel 2006, il partito strinse un accordo con il Movimento per l'Autonomia di Raffaele Lombardo: i due partiti, schierati sotto il simbolo del movimento di Lombardo, portarono all'Assemblea regionale siciliana dieci deputati, eleggendo Nunzio Maniscalco per Nuova Sicilia. L'accordo stipulato prevedeva la formazione di un unico partito regionalista.
L'arresto di Bartolo Pellegrino nell'aprile 2007  e le sue dimissioni da assessore regionale della giunta Cuffaro, portarono ben presto allo scioglimento del partito.

## Risultati elettorali
| Elezione       | Voti                                     | %                                        | Seggi  |
| -------------- | ---------------------------------------- | ---------------------------------------- | ------ |
| Regionali 2001 | 101.368                                  | 4,1                                      | 3 / 90 |
| Regionali 2006 | Nella lista Movimento per l'Autonomia-NS | Nella lista Movimento per l'Autonomia-NS | 1 / 90 |